# بايار (حصان أسطوري)
البايار هو حصان أسطوري في الأدب الفرنسي القديم، وهو جزء من الأساطير التي تعود إلى العصور الوسطى. يظهر بايار بشكل رئيس في قصة أبناء أيمُن الأربعة (Les Quatre Fils Aymon)، وهي إحدى القصص التي تروي مغامرات الفرسان في العصور الوسطى. حسب الأسطورة، يُعتبر بايار حصانًا سحريًا يتمتع بقدرات غير عادية. هو حصان شجاع، مخلص، وقوي، ويُظهر ذكاءً خارقًا في مواقف مختلفة. كان أحد فرسانه الأساسيين في القصة هو أحد أبناء أيمن، وكان بايار يُعتبر حصانًا لا يُقهر، يمتلك صفات تجعل منه أكثر من مجرد حصان؛ بل هو رمز للبطولة والشجاعة. وهو رمز للوفاء والشجاعة في أدب القرون الوسطى.